# مسلح جوسون (مسلسل)
مسلح جوسون (بالكورية: 조선 총잡이)؛ هو مسلسل تلفزيوني تاريخي كوري جنوبي ، تم بثه على كي بي إس 2 من 25 يونيو إلى 4 سبتمبر 2014 يومي الأربعاء والخميس الساعة 21:55 لمدة 22 حلقة.

## القصة
هذه الدراما تجري أحداثها في نهاية القرن الـ 18 وبداية القرن الـ 19 حين انتقلوا من عصر الجوسون القديم إلى العصر الحديث وبدأوا باستخدام البنادق بدلاً من السيوف. (بارك يون كانغ) هو ابن أفضل سيّاف في البلاد. إلا أن والده وأخته الصغرى يتم قتلهما فيما بعد. ولينتقم من القتلة، يتخلّى (بارك يون كانغ) عن سيفه ليصبح مطلق نار وينمو ليصبح بطل تلك الحقبة.

## الممثلون
- لي جون كي في دور بارك يون كانغ

يعيش يونغ كانغ حياة عادية، يشرب ويمزح في منزل جيسانغ بينما يؤدي أعمالًا جريئة بسيفه للحصول على تدريبات إضافية. مثل والده الذي كان مبارزًا أسطوريًا ، فإن يون كانغ نفسه هو مبارز ماهر للغاية ولكنه يعيش الحياة مع القليل من الطموح، وهو ما كان والده ينبهه إليه كثيرًا. بعد مقتل جين هان على يد المتآمرين ثم وصفه زوراً بأنه خائن مع عائلته (وفقا لقانون جوسون). تساعده الفتاة التي يحبها يون كانغ، سو ان، على الهروب من الاعتقال، لكن أثناء وجوده على متن قارب، يُطلق عليه الرصاص، ويسقط في الماء، ويُفترض أنه مات. لحسن الحظ، تم إنقاذ يونغ كانغ من قبل مجموعة من الرجال المتجهين إلى اليابان، وبعد ثلاث سنوات، يعود إلى جوسون تحت الاسم هانجو ليشرع في مهمة الانتقام وقام باستبدال سيفه ببندقية.
- يو أوه سيونغ في دور تشوي ون شين.

تاجر وقاتل ذو وجه خالي من التعبيرات وقلب مملوء بالطموح. إنه متورط في مؤامرة ضد الملك، ويقضي على حلفاء الملك واحدًا تلو الآخر ببندقيته بأمر من رئيسيه. وون شين هو أيضًا والد هاي وون، واستعباد ابنته هو مصدر كراهيته لطبقة النخبة الحاكمة.
- نام سانغ-مي في دور جونغ سو إن .

سو-إن هي امرأة نبيلة شجاعة وذكية، تعيش سو-إن بحزن على "وفاة" يون كانغ جعلتها متوترة. ولكن عند لقاء هاسيغاوا هانجو، تعرفت عليه على الفور على أنه يون كانغ على الرغم من إنكاره المتكرر.
- جيونغ هاي بين في دور تشوي هاي ون - ابنه وون شين، هي شخص لطيف، احبت يون كانغ، لكنها قررت التخلي عنه بعد اكتشافها الحقيقة.
- كيم هيون سو- بدور بارك يون ها - الأخت الصغرى يون كانغ. بناءً على أوامر المحكمة، أصبحت عبدة بعد أن وُصف والدها بعد وفاته بأنه خائن.
- تشوي تشول - هو في دور مون إيل دو - الرجل الثاني في قيادة بارك جين هان. بعد ثلاث سنوات من وفاة جين هان، أمره الإمبراطور غوجونغ بإعادة فتح قضية المسلح سرًا. ظل مخلصًا لعائلة بارك طوال هذه السنوات وكان يؤمن بثبات ببراءة رئيسه السابق.

## المشاهدات
| حلقة # | تاريخ البث الأصلي | متوسط حصة الجمهور | متوسط حصة الجمهور          | متوسط حصة الجمهور | متوسط حصة الجمهور          |
| حلقة # | تاريخ البث الأصلي | تقييمات TNmS      | تقييمات TNmS               | إيه جي بي نيلسن   | إيه جي بي نيلسن            |
| حلقة # | تاريخ البث الأصلي | على الصعيد الوطني | منطقة العاصمة الوطنية سيول | على الصعيد الوطني | منطقة العاصمة الوطنية سيول |
| ------ | ----------------- | ----------------- | -------------------------- | ----------------- | -------------------------- |
| 1      | 25 يونيو 2014     | 8.9٪              | 9.1٪                       | 8.4٪              | 8.8٪                       |
| 2      | 26 يونيو 2014     | 6.6٪              | 8.2٪                       | 8.0٪              | 8.6٪                       |
| 3      | 2 يوليو 2014      | 8.3٪              | 8.6٪                       | 8.0٪              | 8.3٪                       |
| 4      | 3 يوليو 2014      | 8.0٪              | 8.7٪                       | 8.7٪              | 9.4٪                       |
| 5      | 9 يوليو 2014      | 8.5٪              | 8.7٪                       | 9.9٪              | 9.6٪                       |
| 6      | 10 يوليو 2014     | 8.9٪              | 9.9٪                       | 10.5٪             | 10.6٪                      |
| 7      | 16 يوليو 2014     | 8.3٪              | 8.8٪                       | 10.2٪             | 11.1٪                      |
| 8      | 17 يوليو 2014     | 8.3٪              | 8.8٪                       | 10.6٪             | 12.1٪                      |
| 9      | 23 يوليو 2014     | 9.3٪              | 10.3٪                      | 11.6٪             | 12.4٪                      |
| 10     | 24 يوليو 2014     | 10.7٪             | 11.7٪                      | 11.9٪             | 12.2٪                      |
| 11     | 30 يوليو 2014     | 9.5٪              | 10.6٪                      | 11.2٪             | 12.1٪                      |
| 12     | 31 يوليو 2014     | 9.4٪              | 11.2٪                      | 11.7٪             | 12.8٪                      |
| 13     | 6 أغسطس 2014      | 9.9٪              | 10.3٪                      | 10.5٪             | 11.5٪                      |
| 14     | 7 أغسطس 2014      | 9.6٪              | 10.3٪                      | 12.2٪             | 13.1٪                      |
| 15     | 13 أغسطس 2014     | 10.1٪             | 10.6٪                      | 11.1٪             | 11.3٪                      |
| 16     | 14 أغسطس 2014     | 10.0٪             | 10.4٪                      | 11.0٪             | 10.7٪                      |
| 17     | 20 أغسطس 2014     | 9.4٪              | 9.4٪                       | 11.1٪             | 11.4٪                      |
| 18     | 21 أغسطس 2014     | 10.0٪             | 10.7٪                      | 11.7٪             | 11.9٪                      |
| 19     | 27 أغسطس 2014     | 8.8٪              | 9.8٪                       | 10.8٪             | 11.7٪                      |
| 20     | 28 أغسطس 2014     | 9.0٪              | 9.4٪                       | 11.5٪             | 12.5٪                      |
| 21     | 3 سبتمبر 2014     | 9.1٪              | 9.2٪                       | 11.8٪             | 12.0٪                      |
| 22     | 4 سبتمبر 2014     | 9.8٪              | 10.5٪                      | 12.8٪             | 13.0٪                      |
| معدل   | معدل              | 9.1٪              | 9.8٪                       | 10.7٪             | 11.2٪                      |

## الإنتاج
هي أحد الدراما التاريخية الضخمة التي تنتجها كي بي إس ميديا التابعة لهيئة البث العام كي بي اس.
كلف المسلسل 500 مليون وون لكل حلقة.

## روابط خارجية
مسلح جوسون على موقع IMDb (الإنجليزية)
- مسلح جوسون على موقع كينوبويسك (الروسية)
- مسلح جوسون على موقع قاعدة بيانات الفيلم (الإنجليزية)